# Frederika Louisa de Hesse-Darmstadt
Frederika Louisa de Hesse-Darmstadt (16 octombrie 1751 – 25 februarie 1805) a fost a doua soție a regelui Frederic Wilhelm al II-lea al Prusiei.

## Biografie

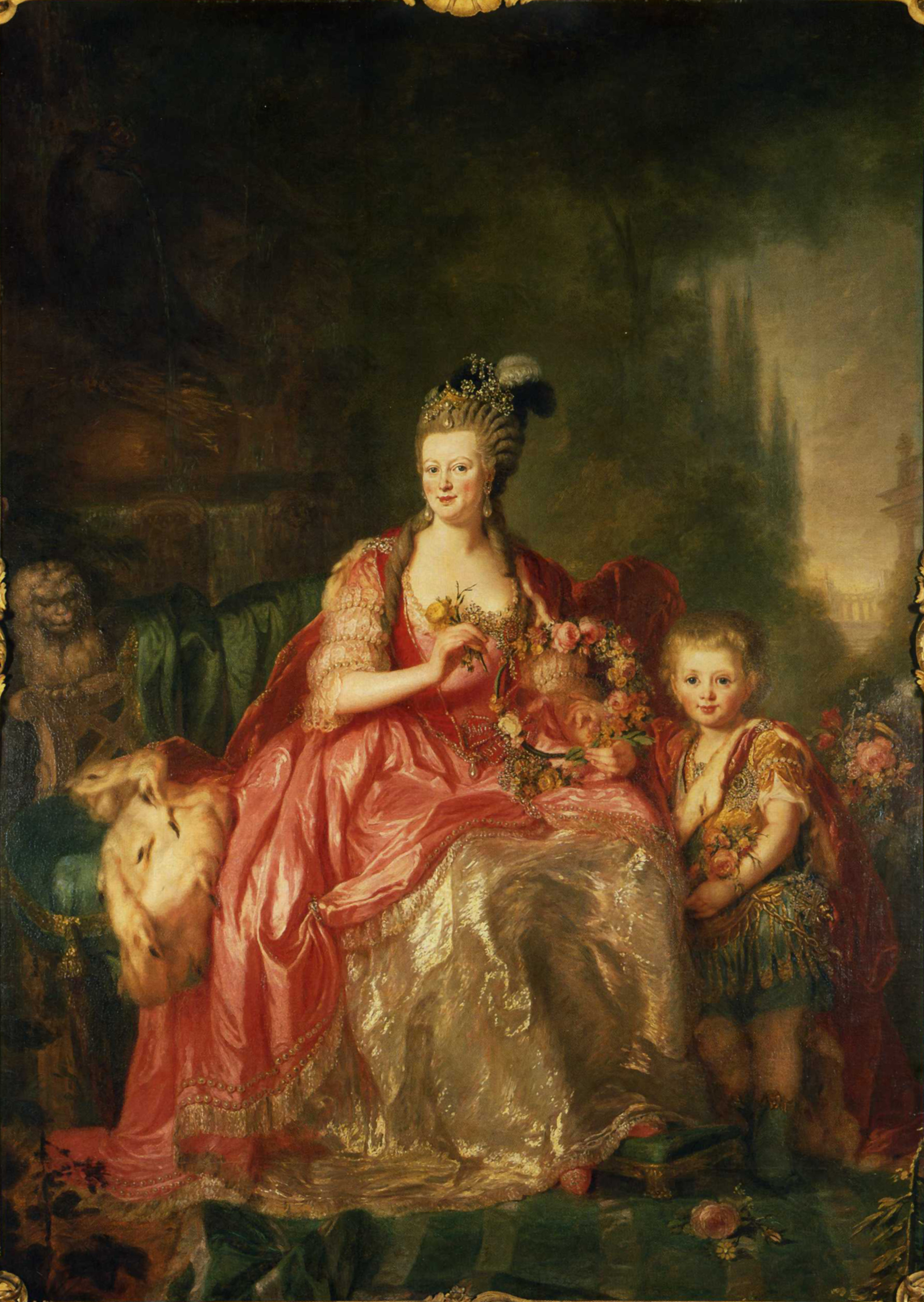
Regina Frederika Louisa, împreună cu fiul ei, viitorul rege Frederic Wilhelm al III-lea al Prusiei, 1775.

Frederika Louisa de Hesse-Darmstadt a fost fiica lui Ludwig IX, Landgrave de Hesse-Darmstadt și a soție lui, Caroline de Zweibrücken. S-a născut la Prenzlau. Ea și Frederic s-au căsătorit la 14 iulie 1769, imediat după divorțul acestuia de Elisabeth Christine de Brunswick-Lüneburg. 
A devenit regină a Prusiei după ascensiunea la tron a soțului ei în 1786 și a deținut această poziție timp de 11 ani. Căsnicia nu a fost una fericită, Frederic a avut numeroase amante, dintre care cea mai notabilă a fost Wilhelmine von Lichtenau, cu care el a început o relație în același an în care s-a căsătorit cu Frederika Louise până la moartea lui. În 1787 soțul ei a comis bigamie căsătorindu-se cu doamna ei de onoare, Julie von Voß, iar în 1790 a comis din nou bigamie căsătorindu-se cu o altă doamnă de onoare, Sophie von Dönhoff.
Regina Frederika Louisa nu era considerată atractivă și a fost descrisă ca fiind excentrică. A susținut că a văzut fantome și apariții și, pentru acest motiv, ea dormea ziua și veghea noaptea, un comportament care s-a înrăutățit după ce Frederic a murit. Frederika Louisa a fost remarcată pentru generozitatea ei mare, mai ales pentru cei în nevoi.
Din anul 1788, și-a petrecut verile la Freienwalde, lucru care a contribuit la dezvoltarea culturală și economică a orașului. În 1799, un palat de vară a fost construit pentru ea de David Gilly.
A devenit văduvă în 1797 și a murit la Berlin în 1805 la vârsta de 53 de ani.